# Frédérique Lardet
Frédérique Lardet, née Thumy le 1er septembre 1966 à Annecy (Haute-Savoie), est une cadre d'entreprise et femme politique française.
Elle est députée de la deuxième circonscription de la Haute-Savoie de 2017 à 2022, élue sous l'étiquette de La République en marche. Elle est élue conseillère municipale de la majorité aux élections municipales de 2020 à Annecy, puis présidente de la communauté d'agglomération du Grand Annecy.

## Carrière politique
En 2016, Frédérique Lardet s'engage dans le comité local du mouvement En marche ! à Annecy. Elle fait partie des 52 % des candidats issus de la société civile investis par En marche ! aux élections législatives de 2017, n'ayant auparavant jamais exercé de mandat électif.
Elle se présente aux élections législatives de 2017 dans la deuxième circonscription de Haute-Savoie. Après avoir réalisé le score de 40,72 % au premier tour, elle obtient 53,60 % face au député sortant Lionel Tardy, l'abstention culminant à 57 %,,.
À l'automne 2018, Frédérique Lardet est nommée cheffe de projet pour préparer les élections municipales de 2020 à Annecy pour La République en marche. L'année suivante, elle se porte candidate à l'investiture du parti mais elle est refusée pour Jean-Luc Rigaut, le maire sortant membre de l'Union des démocrates et indépendants. Elle maintient tout de même sa candidature dans une liste dissidente dont elle est la tête, et quitte LREM en janvier 2020. Elle reste cependant membre du groupe parlementaire.
Arrivée troisième à l'issue du premier tour, elle fusionne avec la liste de l'écologiste François Astorg en échange de son soutien pour sa candidature à la présidence du Grand Annecy. Après que la liste fusionnée l'ait emporté sur la liste du maire sortant Jean-Luc Rigault de 27 voix, elle est élue présidente de la communauté d'agglomération le 16 juillet 2020,.
Elle démissionne de l'Assemblée nationale le 29 janvier 2022.